# Campionati mondiali di sollevamento pesi 2023 - 59 kg femminile
Le gare di sollevamento pesi della categoria fino a 59 kg femminile — pesi leggeri — dei campionati mondiali del 2023 si sono svolte dal 7 all'8 settembre 2023 a Riad presso la Green Hall del Prince Faisal bin Fahad Olympic Complex.

## Programma
L'orario indicato corrisponde a quello saudita (UTC+03:00)
| Data             | Orario | Evento   |
| ---------------- | ------ | -------- |
| 7 settembre 2023 | 09:30  | Gruppo E |
| 7 settembre 2023 | 11:30  | Gruppo D |
| 7 settembre 2023 | 13:30  | Gruppo C |
| 8 settembre 2023 | 16:30  | Gruppo B |
| 8 settembre 2023 | 19:00  | Gruppo A |

## Medagliate
Per ciascun esercizio, le prime tre classificate sono le seguenti:
| Esercizio | Oro         | Oro    | Argento        | Argento | Bronzo         | Bronzo |
| --------- | ----------- | ------ | -------------- | ------- | -------------- | ------ |
| Strappo   | Luo Shifang | 107 kg | Kamila Konotop | 106 kg  | Pei Xinyi      | 102 kg |
| Slancio   | Luo Shifang | 136 kg | Kuo Hsing-chun | 130 kg  | Kamila Konotop | 130 kg |
| Totale    | Luo Shifang | 243 kg | Kamila Konotop | 236 kg  | Pei Xinyi      | 232 kg |

## Record
Prima di questa competizione, i record mondiali esistenti erano i seguenti:
| Record mondiale | Strappo | Kuo Hsing-chun | 110 kg | Tashkent, Uzbekistan | 19 aprile 2021    |
| Record mondiale | Slancio | Kuo Hsing-chun | 140 kg | Pattaya, Thailandia  | 21 settembre 2019 |
| Record mondiale | Totale  | Kuo Hsing-chun | 247 kg | Tashkent, Uzbekistan | 19 aprile 2021    |

## Risultati
| Pos. | Atleta                          | Gr. | Peso atleta | Strappo (kg) | Strappo (kg) | Strappo (kg) | Strappo (kg) | Slancio (kg) | Slancio (kg) | Slancio (kg) | Slancio (kg) | Totale   |
| Pos. | Atleta                          | Gr. | Peso atleta | 1            | 2            | 3            | Pos.         | 1            | 2            | 3            | Pos.         | Totale   |
| ---- | ------------------------------- | --- | ----------- | ------------ | ------------ | ------------ | ------------ | ------------ | ------------ | ------------ | ------------ | -------- |
|      | Luo Shifang (CHN)               | A   | 59.00       | 101          | 104          | 107          |              | 128          | 133          | 136          |              | 243      |
|      | Kamila Konotop (UKR)            | A   | 59.00       | 103          | 106          | 106          |              | 126          | 130          | 135          |              | 236      |
|      | Pei Xinyi (CHN)                 | A   | 59.00       | 98           | 102          | 102          |              | 127          | 130          | 130          | 4            | 232      |
| 4    | Kuo Hsing-chun (TPE)            | C   | 58.68       | 95           | 98           | 101          | 4            | 120          | 125          | 130          |              | 231      |
| 5    | Yenny Álvarez (COL)             | A   | 58.99       | 100          | 103          | 103          | 6            | 129          | 132          | 132          | 5            | 229      |
| 6    | Rafiatu Lawal (NGR)             | C   | 57.35       | 95           | 100          | 100          | 5            | 120          | 125          | 130          | 7            | 225      |
| 7    | Hidilyn Diaz (PHI)              | A   | 58.65       | 95           | 95           | 97           | 11           | 121          | 125          | 127          | 6            | 224      |
| 8    | Elreen Ando (PHI)               | A   | 59.00       | 95           | 98           | 100          | 7            | 118          | 122          | 125          | 11           | 222      |
| 9    | Nina Sterckx (BEL)              | A   | 58.30       | 95           | 97           | 99           | 8            | 117          | 121          | 123          | 12           | 220      |
| 10   | Taylor Wilkins (USA)            | A   | 59.00       | 93           | 97           | 98           | 9            | 122          | 126          | 127          | 10           | 220      |
| 11   | Anyelin Venegas (VEN)           | C   | 58.91       | 95           | 95           | 98           | 15           | 120          | 124          | 126          | 8            | 219      |
| 12   | Janeth Gómez (MEX)              | A   | 59.00       | 93           | 96           | 96           | 13           | 118          | 121          | 124          | 14           | 217      |
| 13   | Mikiko Andoh (JPN)              | B   | 59.00       | 92           | 94           | 96           | 19           | 122          | 124          | 124          | 9            | 216      |
| 14   | Danielle Gunnin (USA)           | A   | 58.38       | 98           | 98           | 98           | 10           | 118          | 118          | 123          | 19           | 216      |
| 15   | Adijat Olarinoye (NGR)          | C   | 56.63       | 95           | 100          | 100          | 14           | 115          | 120          | 124          | 15           | 215      |
| 16   | Daphne Guillén (MEX)            | A   | 59.00       | 92           | 94           | 96           | 21           | 118          | 121          | 124          | 13           | 215      |
| 17   | Eduarda Ribeiro de Souza (BRA)  | B   | 58.94       | 90           | 94           | 98           | 17           | 115          | 116          | 120          | 16           | 214      |
| 18   | Alina Shchapanava (AIN)         | B   | 58.53       | 92           | 95           | 95           | 27           | 113          | 116          | 119          | 17           | 211      |
| 19   | Dora Tchakounté (FRA)           | A   | 58.91       | 93           | 96           | 99           | 12           | 115          | 115          | 121          | 22           | 211      |
| 20   | Mattie Sasser (MHL)             | B   | 58.66       | 90           | 94           | 94           | 20           | 112          | 116          | 116          | 21           | 210      |
| 21   | Suratwadee Yodsarn (THA)        | B   | 58.60       | 90           | 90           | 93           | 31           | 115          | 119          | 119          | 18           | 209      |
| 22   | Sarah (INA)                     | C   | 58.52       | 90           | 90           | 92           | 26           | 110          | 116          | 118          | 20           | 208      |
| 23   | Lucrezia Magistris (ITA)        | B   | 59.00       | 95           | 100          | 100          | 16           | 112          | 112          | 117          | 25           | 207      |
| 24   | Garance Rigaud (FRA)            | B   | 57.82       | 91           | 94           | 96           | 18           | 111          | 111          | 114          | 26           | 205      |
| 25   | Zoe Smith (GBR)                 | C   | 58.85       | 87           | 90           | 92           | 29           | 113          | 116          | 116          | 24           | 203      |
| 26   | Svitlana Samuliak (UKR)         | B   | 59.00       | 93           | 95           | 95           | 23           | 110          | 113          | 113          | 28           | 203      |
| 27   | Natasya Beteyob (INA)           | C   | 58.81       | 92           | 96           | 96           | 25           | 108          | 110          | 112          | 27           | 202      |
| 28   | Quàng Thị Tâm (VIE)             | C   | 58.90       | 93           | 93           | 95           | 22           | 108          | 112          | 112          | 30           | 201      |
| 29   | Thanaporn Saetia (THA)          | D   | 58.95       | 82           | 87           | 90           | 28           | 108          | —            | —            | 29           | 198      |
| 30   | Riri Endo (JPN)                 | C   | 59.00       | 90           | 90           | 95           | 30           | 107          | 113          | 121          | 31           | 197      |
| 31   | Amalie Løvind (DNK)             | D   | 58.61       | 79           | 82           | 82           | 34           | 103          | 106          | 110          | 33           | 188      |
| 32   | Anneke Spies (RSA)              | D   | 58.92       | 80           | 80           | 83           | 41           | 103          | 106          | 108          | 32           | 186      |
| 33   | Hannah Crymble (IRL)            | D   | 58.85       | 82           | 82           | 82           | 35           | 100          | 103          | 106          | 35           | 185      |
| 34   | Brenna Kean (AUS)               | D   | 59.00       | 81           | 81           | 84           | 37           | 104          | 108          | 108          | 34           | 185      |
| 35   | Kristina Şermetowa (TKM)        | D   | 57.39       | 77           | 81           | 83           | 36           | 95           | 100          | 104          | 36           | 181      |
| 36   | Ech-Chaibia Ech-Chachouiy (MAR) | D   | 58.87       | 77           | 80           | 82           | 40           | 93           | 96           | 99           | 37           | 176      |
| 37   | Rita Tavares Gomes (PRT)        | E   | 58.29       | 75           | 80           | 83           | 38           | 90           | 93           | 93           | 38           | 173      |
| 38   | Ailbhe Áine Mulvihill (IRL)     | E   | 58.78       | 74           | 77           | 80           | 39           | 90           | 93           | 93           | 39           | 170      |
| 39   | Sandra Mensimah Owusu (GHA)     | E   | 58.34       | 70           | 75           | 75           | 42           | 85           | 90           | 93           | 40           | 165      |
| 40   | Anabela Camacho Monteiro (PRT)  | E   | 57.34       | 70           | 73           | 73           | 43           | 85           | 90           | 92           | 41           | 158      |
| 41   | Alanoud Al-Shehri (KSA)         | E   | 58.73       | 68           | 71           | 73           | 44           | 78           | 81           | 84           | 43           | 149      |
| 42   | Fatemah Al-Kahawaher (KSA)      | E   | 58.57       | 58           | 61           | 61           | 45           | 78           | 81           | 84           | 42           | 145      |
| —    | Génesis Rodríguez (VEN)         | C   | 57.29       | 94           | 94           | 94           | —            | 114          | 114          | 117          | 23           | —        |
| —    | Enkhbaataryn Enkhtamir (MGL)    | B   | 59.00       | 93           | 93           | 97           | 24           | 112          | 112          | 112          | —            | —        |
| —    | Irene Martínez (ESP)            | D   | 58.95       | 88           | 90           | 91           | 32           | 105          | 105          | 106          | —            | —        |
| —    | María Casadevall (ARG)          | B   | 58.57       | 88           | 88           | 88           | 33           | 113          | 113          | 113          | —            | —        |
| —    | Ghofrane Belkhir (TUN)          | B   | 55.71       | 90           | 90           | 90           | —            | —            | —            | —            | —            | —        |
| —    | Boldbaataryn Khongorzul (MGL)   | C   | 58.50       | 85           | 85           | 85           | —            | 108          | 108          | 111          | —            | —        |
| —    | Sofia Georgopoulou (GRC)        | D   | 59.00       | 89           | 90           | 90           | —            | —            | —            | —            | —            | —        |
| —    | Maude Charron (CAN)             | E   | 58.91       | —            | —            | —            | —            | —            | —            | —            | —            | —        |
| —    | Maria Kardara (GRC)             | E   | 59.00       | —            | —            | —            | —            | —            | —            | —            | —            | —        |
| —    | Gilyeliz Guzmán (PUR)           | E   | 58.93       | —            | —            | —            | —            | —            | —            | —            | —            | —        |
| —    | Jacinta Sumagaysay (GUM)        | E   | ritirata    | ritirata     | ritirata     | ritirata     | ritirata     | ritirata     | ritirata     | ritirata     | ritirata     | ritirata |
| —    | Sofía Aleman (HND)              | E   | ritirata    | ritirata     | ritirata     | ritirata     | ritirata     | ritirata     | ritirata     | ritirata     | ritirata     | ritirata |